# Klasztor Karmelitów w Lizbonie

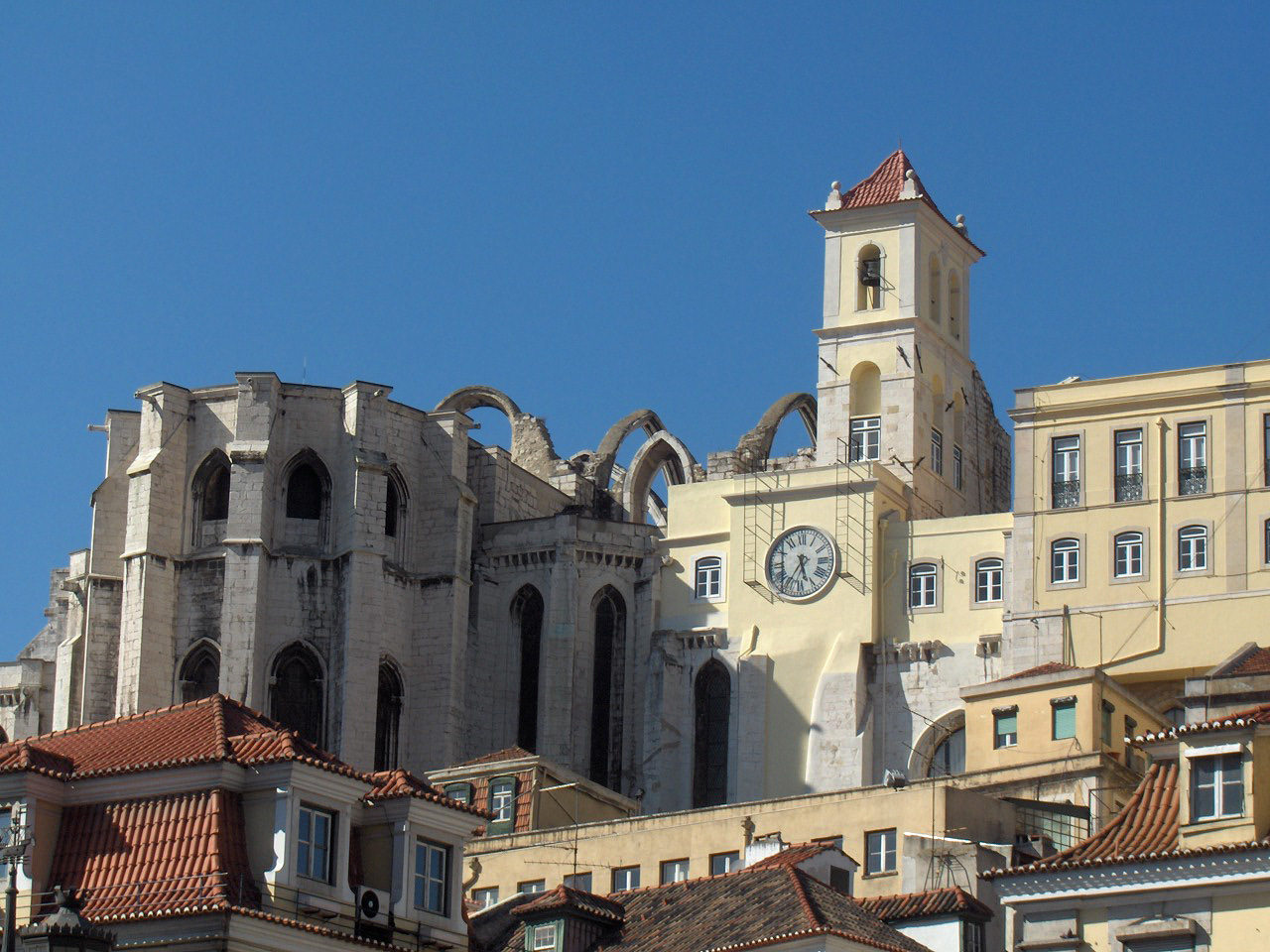
Widok na apsydę kościoła klasztornego z placu Rossio.

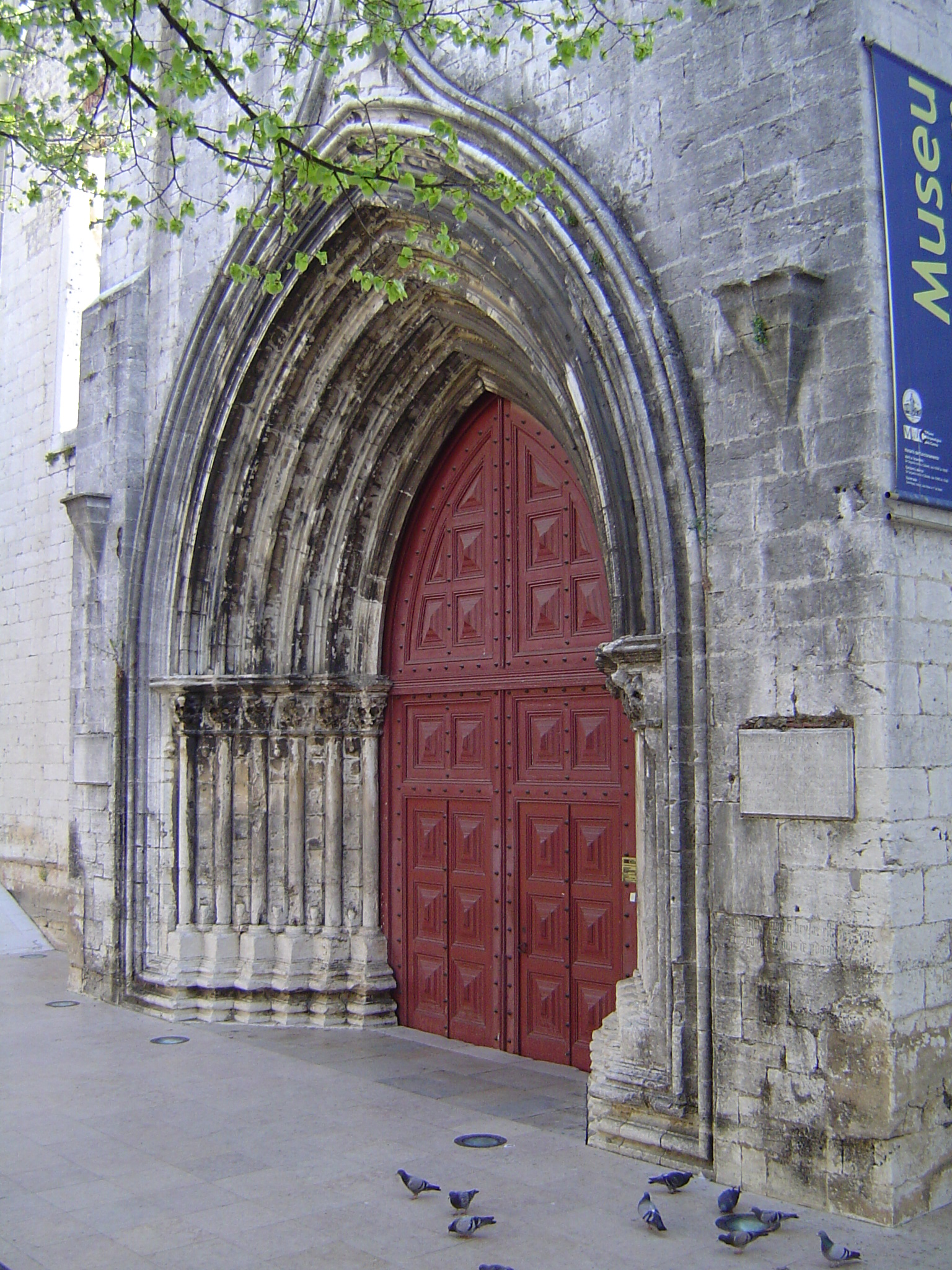
Bogato zdobiony gotycki portal

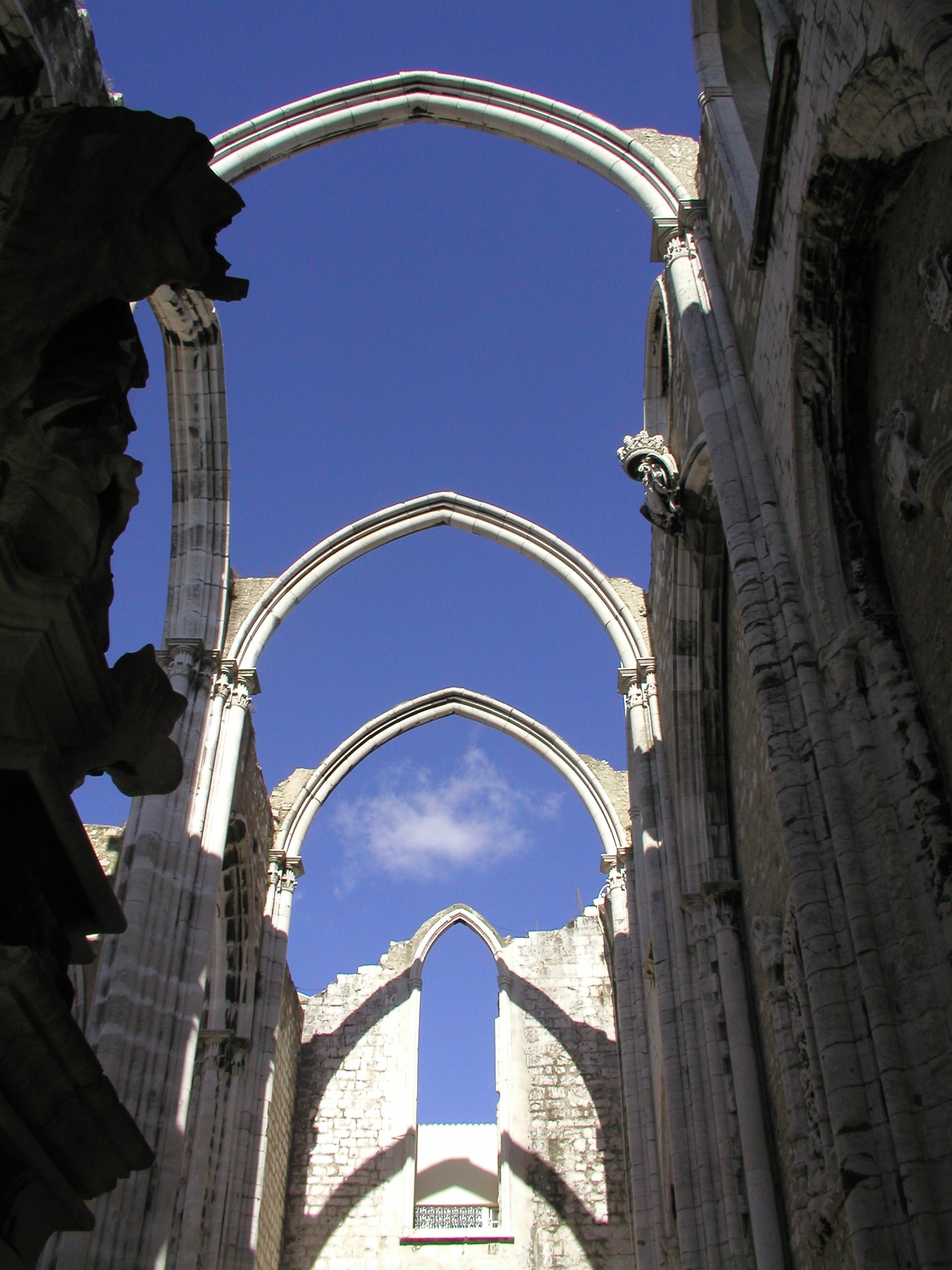
Widok głównej nawy zrujnowanego kościoła

Klasztor Karmelitów (port. Convento da Ordem do Carmo) – dawny klasztor zakonu karmelitów w stolicy Portugalii, Lizbonie. Obecnie częściowo w ruinie, nie pełni funkcji sakralno-monastycznych.
Średniowieczny zespół klasztorny został zniszczony w wyniku trzęsienia ziemi i tsunami z 1755 roku. Ruiny gotyckiego kościoła (Igreja do Carmo) pozostają do dziś żywym śladem tamtych wydarzeń wkomponowanym we współczesną architekturę. Obecnie wykorzystywane są jako siedziba muzeum archeologicznego (Museu Arqueológico do Carmo).
Zespół zlokalizowany jest w niewielkim dystrykcie Chiado ponad placem Rossio, naprzeciw wzgórza zamkowego.

## Historia
Klasztor Karmelitów został założony w 1389 roku dzięki staraniom portugalskiego rycerza Nuno Álvaresa Pereiry. Był on konstablem portugalskim, dowodzącym wojskiem króla Jana I Dobrego w decydującej bitwie pod Aljubarrota w 1385 roku, w której to Portugalczycy zagwarantowali sobie niezależność i niepodległość w wyniku pokonania wrogiej, kastylijskiej armii. Zespół klasztorny był początkowo zamieszkiwany przez mnichów z Moury (południowa Portugalia), którzy przybyli tu w 1392 roku. W 1404 pobożny Álvares Pereira ofiarował swój majątek ma rzecz klasztoru, a w 1423 został nawet jednym z jego braci zakonnych.
Według jednego z historyków należącego do zakonu Karmelitów, nad pracami budowlanymi czuwało trzech głównych budowniczych, byli to Afonso Anes, Goncalo Anes oraz Rodrigues Anes – jednak nie były to oficjalne dokumenty.
Prace nad budową Zakonu przebiegały bardzo powoli. W 1337 roku – po 8 latach ciągłej pracy udało się wznieść ściany fundamentów głównej kaplicy, apsydy i kościoła. Po wzniesieniu fundamentów pojawiły się liczne problemy konstrukcyjne spowodowane niestabilnością gruntu. Pojawiły się liczne pęknięcia w portalu osiowym od strony południowej. Rozwiązaniem było wzmocnienie budynku przez pięć przypór, które usytuowano na ziemi należącej do Admirała Pessanha. Dokument sporządzono w dniu 28 sierpnia 1399 – co daje nam wyobrażenie na jakim etapie była budowa w tym czasie. Istnieją również inne dokumenty opisujące moment wykończenia wejścia oraz przypór budynku datowane na 1399 rok.
W dniu 1 listopada 1755 roku ogromne trzęsienie ziemi o sile około 9 stopni w skali Richtera zniszczyło większość kompleksu. Znajdująca się w nim biblioteka wraz z 5000 woluminów zostały bezpowrotnie utracone. Po katastrofie został przebudowany i ostatecznie stał się siedzibą wojsk. Niektóre prace remontowe klasztoru przeprowadzono w 1785 roku, prace zostały zawieszone w 1834. Kościół natomiast nigdy nie został w pełni odbudowany, a tym bardziej odrestaurowany.
Nie istnieje wiele informacji mówiących o działalności zakonu karmelitów w okresie gotyku. Wiadomo, że znajdowała się w nim grupa obiektów usługowo-rzemieślniczych. Wybudowano tymczasowe pomieszczenia by pomieścić osiadających w zakonie braci. Istnieje informacja mówiąca, że zakrystia była jedynym obszarem zbudowanym w całości w okresie gotyku.
W 1864 roku, po wielu sporach, Stowarzyszenie Portugalskich Archeologów zmieniło zrujnowany budynek w muzeum. W XX wieku, w czasie trwania rewolucji goździków, klasztor był ostatnim bastionem prezydenta tzw. Nowego Państwa, Marcela Caetano oraz jego podwładnych.

## Architektura
Zarówno kościół jak i klasztor były budowane stopniowo, w latach 1389–1423, w stylu gotyckim, typowym dla zakonów żebrzących. Widać w nim inspirację klasztorem w Batalha, który został ufundowany przez króla Jana I Dobrego i wybudowany w tym samym czasie. Według zachowanych źródeł, żadna tego typu budowla nie mogła się równać z tak okazałym kompleksem.
Trudności napotkane w czasie wznoszenia budowli, wydające się nie do pokonania, zostały przezwyciężone przez trójkę mistrzów w dziedzinie budownictwa. Byli nimi: Alfonso Anes, Goncalo Anes i Rodrigo Anes – posiadający ponad trzydziestoletnie doświadczenie. Po wielu zmianach i trudnościach ściany fundamentowe z głównej kaplicy i cztery apsydy, a także ściany kościoła, zostały wybudowane. Od tego czasu prace przebiegały dość sprawnie. Budynek został wykonany wyłącznie z kamienia i marmuru, w niektórych częściach użyto również drewna. Korpus budynku posiadał trzy nawy, z czego środkowa była najwyższa. Główne drzwi wejściowe zostały osadzone w części zachodniej – co było  bardzo powszechne w tym czasie. Zejście do kościoła stanowiły trzynastostopnicowe, marmurowe schody. Drzwi do kaplicy mierzyły 327 stóp długości i 100 stóp szerokości[???]. Nawy były podzielone przez pięć łuków – 27 stóp szerokości każdy. Najbardziej elegancką częścią budynku jest fasada od strony wschodniej.
Kościół został zbudowany na planie krzyża łacińskiego. Główna fasada posiada portal z archiwoltami i kapitelami ozdobiony motywami antropomorficznymi i roślinnymi. Rozeta nad portalem jest częściowo zniszczona. Południowa strona kościoła wzmocniona jest przez pięć kolumn, dodanych w 1399 roku, po tym jak południowa strona runęła w czasie budowy. We wczesnych latach XX wieku dodane zostały pewne elementy stylu neogotyckiego. Konstrukcja jest trójnawowa, w absydzie znajduje się kaplica główna oraz cztery boczne. Kamienny dach uległ zniszczeniu w czasie trzęsienia ziemi, zdołały przetrwać jedynie pojedyncze łuki pomiędzy kolumnami.

## Muzeum
W 1863 roku zrzeszenie artystów i architektów 'the Real Associacao de Arquitectos Civis e Arqueologos Portugueses' (RAACAP) utworzyło w ruinach budynku swoją siedzibę. Joaquim Possidonio Narciso da Silva - główny mentor stowarzyszenia, zaplanował przekształcenie wnętrza ruin w  przestrzeń muzealną. Założeniem było muzeum archeologiczne z eksponatami z różnych epok, kultur i regionów świata,
Nawa główna i apsyda stanowią dziś rodzaj małego muzeum archeologicznego, w którym znalazły się eksponaty ze wszystkich okresów historii Portugalii. W kaplicach zorganizowano także różne historyczne wystawy (np. ekspozycja na temat dawnych fortyfikacji niedaleko miejscowości Azambuja z 3500–1500 p.n.e.).
Znajdziemy tu m.in. gotycki grobowiec Fernão Sanchesa (nieślubnego syna króla Dionizego I), ozdobiony scenami z polowania na dziki, jak też sarkofag króla Ferdynanda I (panującego w latach 1367–1383), który został tu przeniesiony z Klasztoru Franciszkanów w Santarém oraz statuę jednego z XII-wiecznych władców, prawdopodobnie Alfonsa I Zdobywcy.

## Galeria

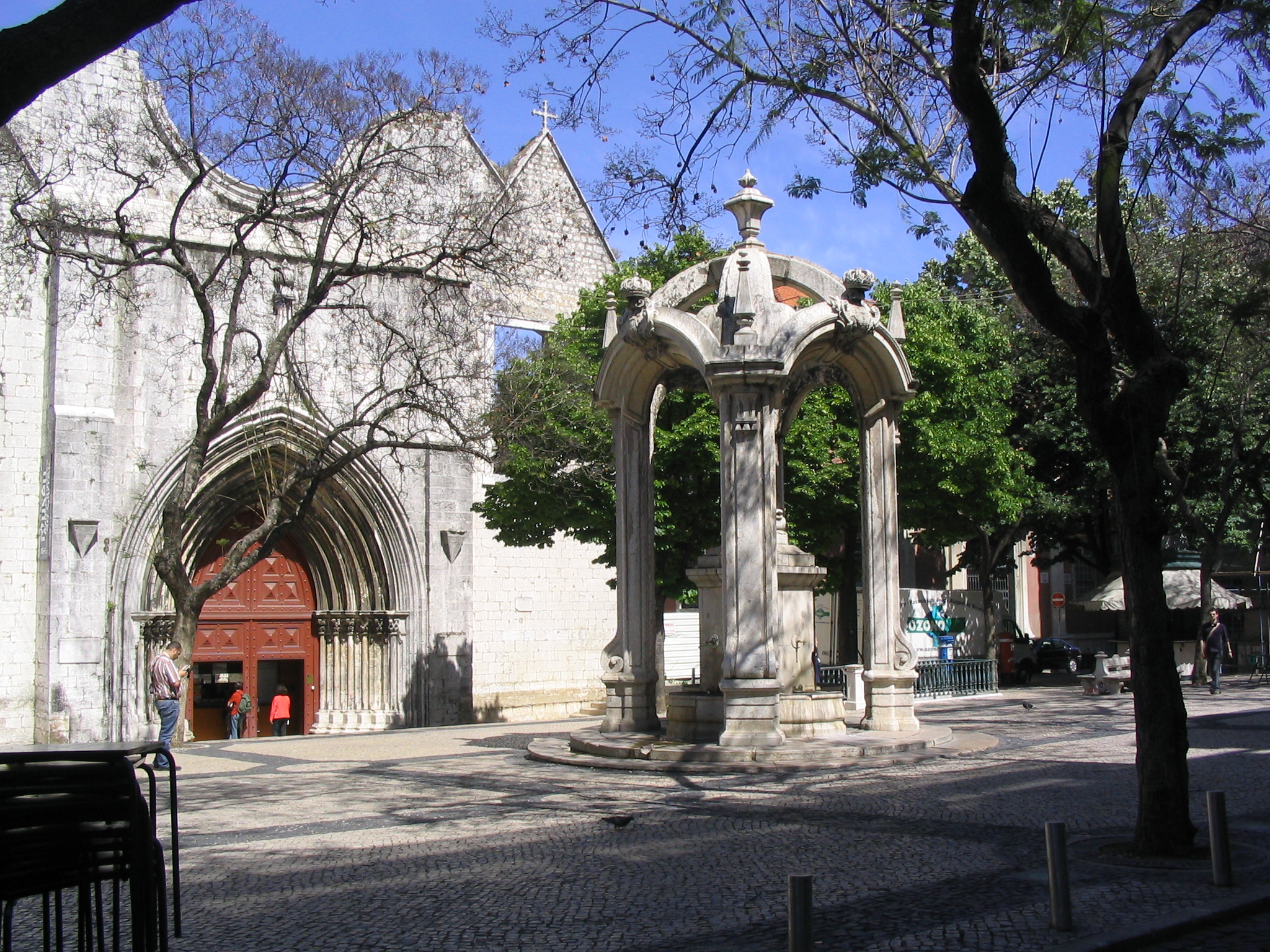
Fasada kościoła
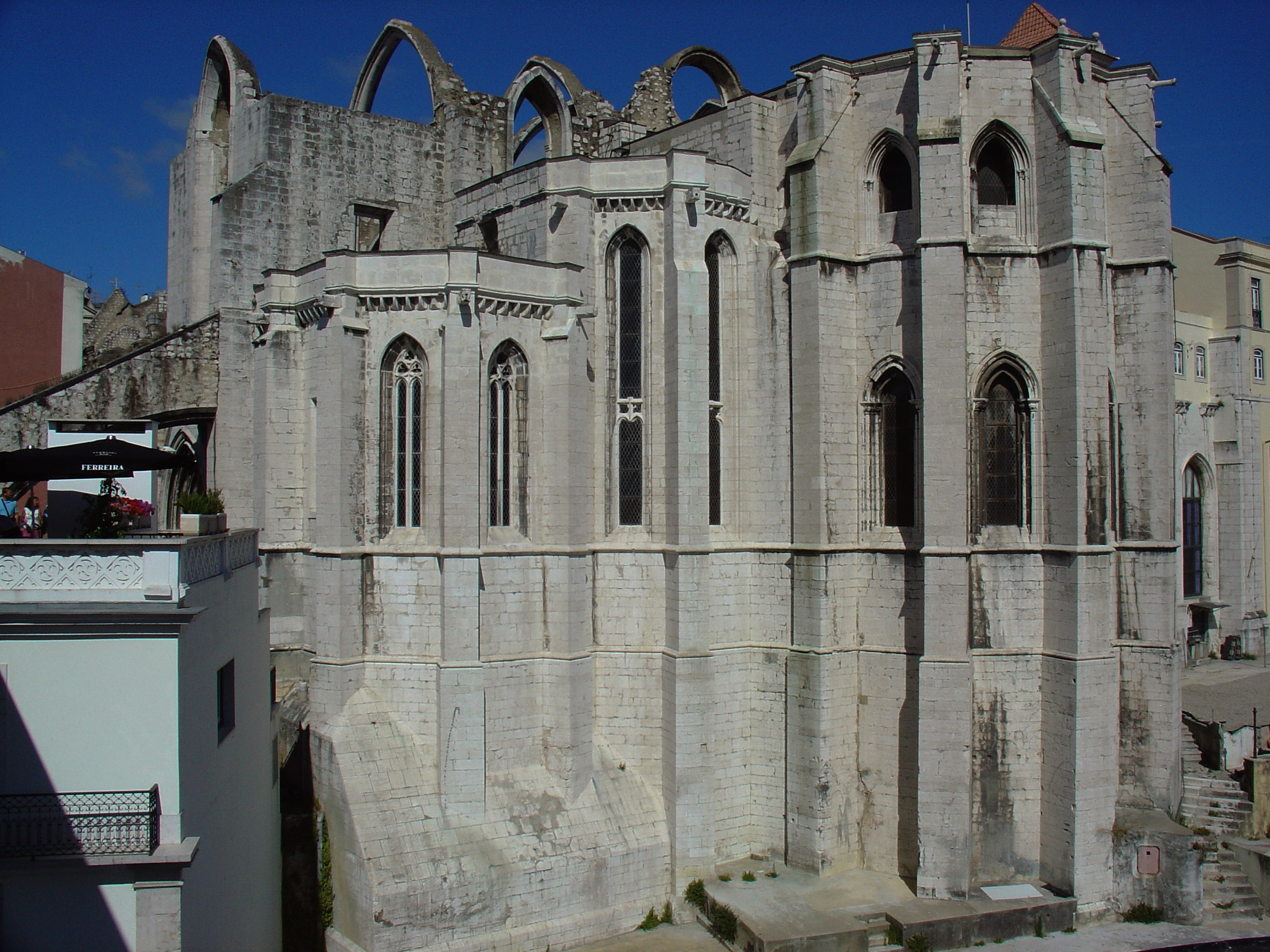
Widok kompleksu
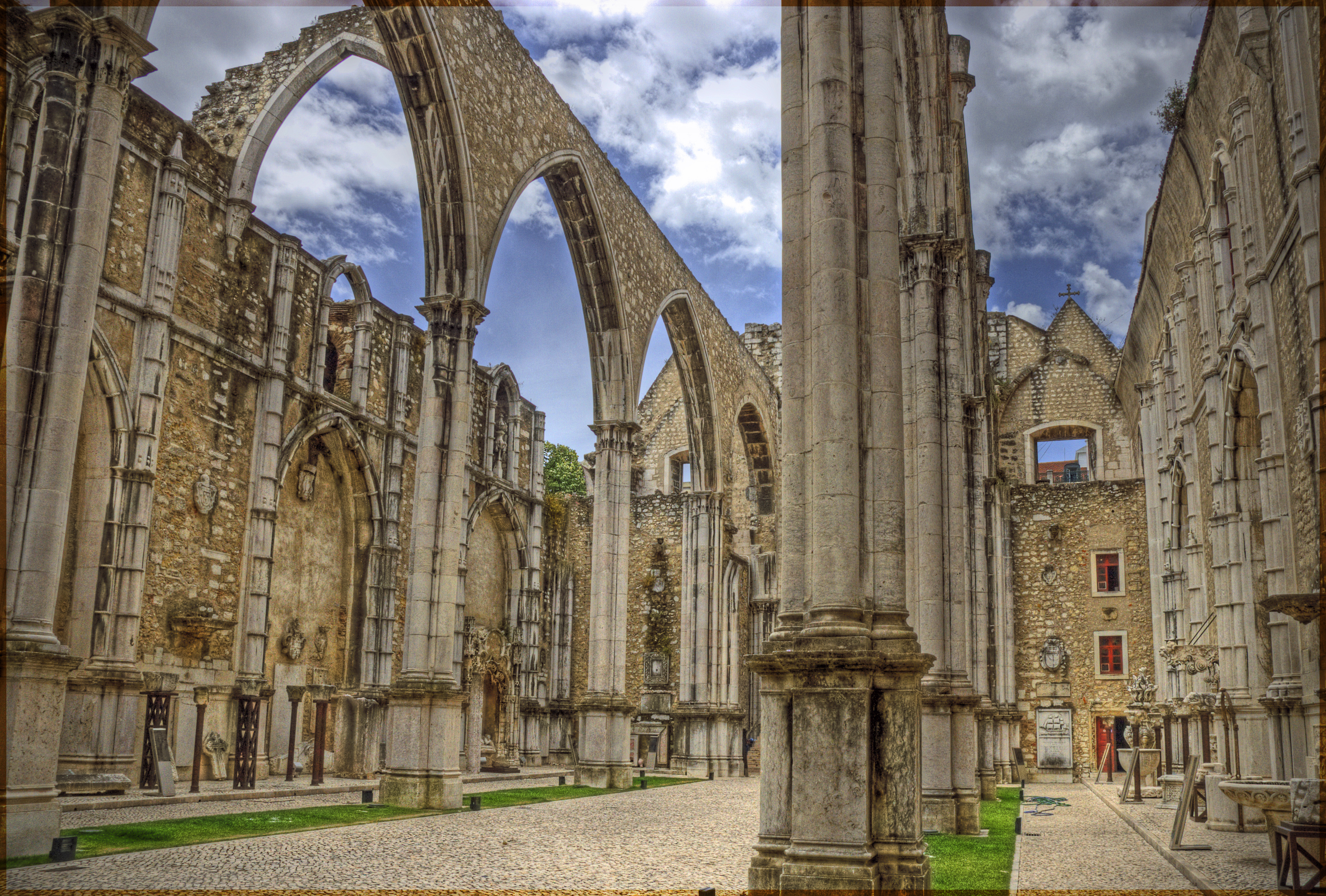
Kościół
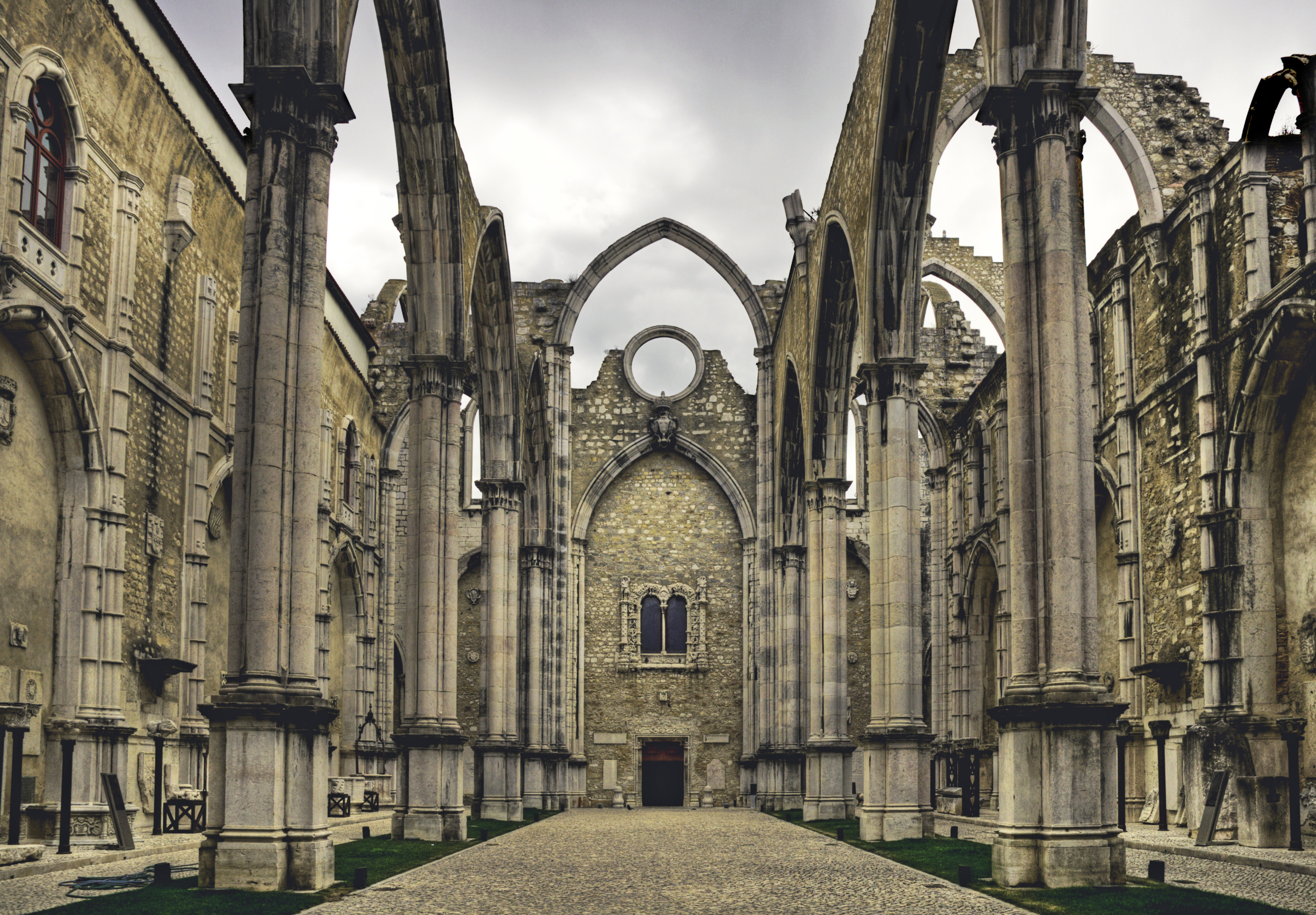
Ruiny kościoła
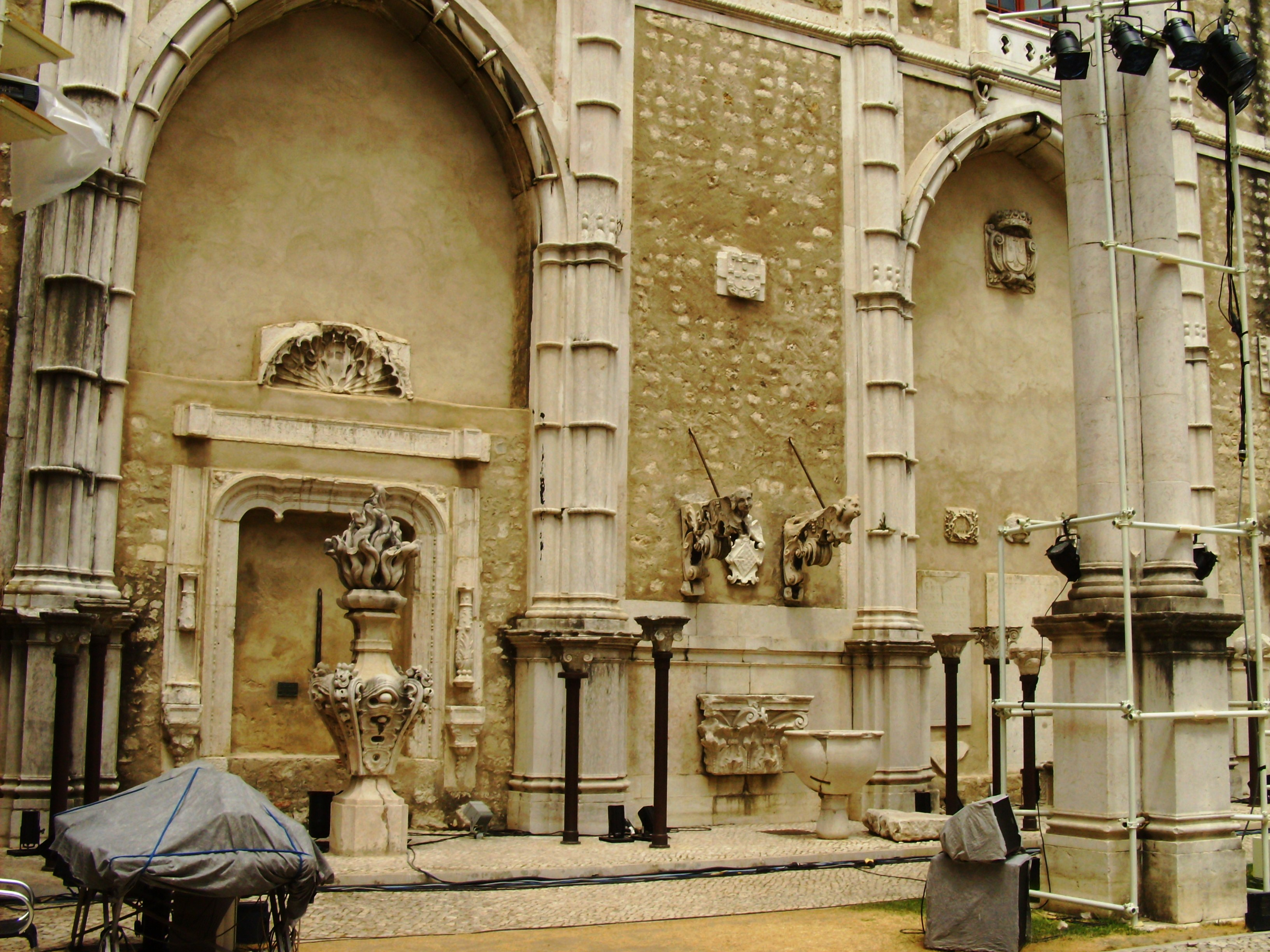
Muzeum Archeologiczne
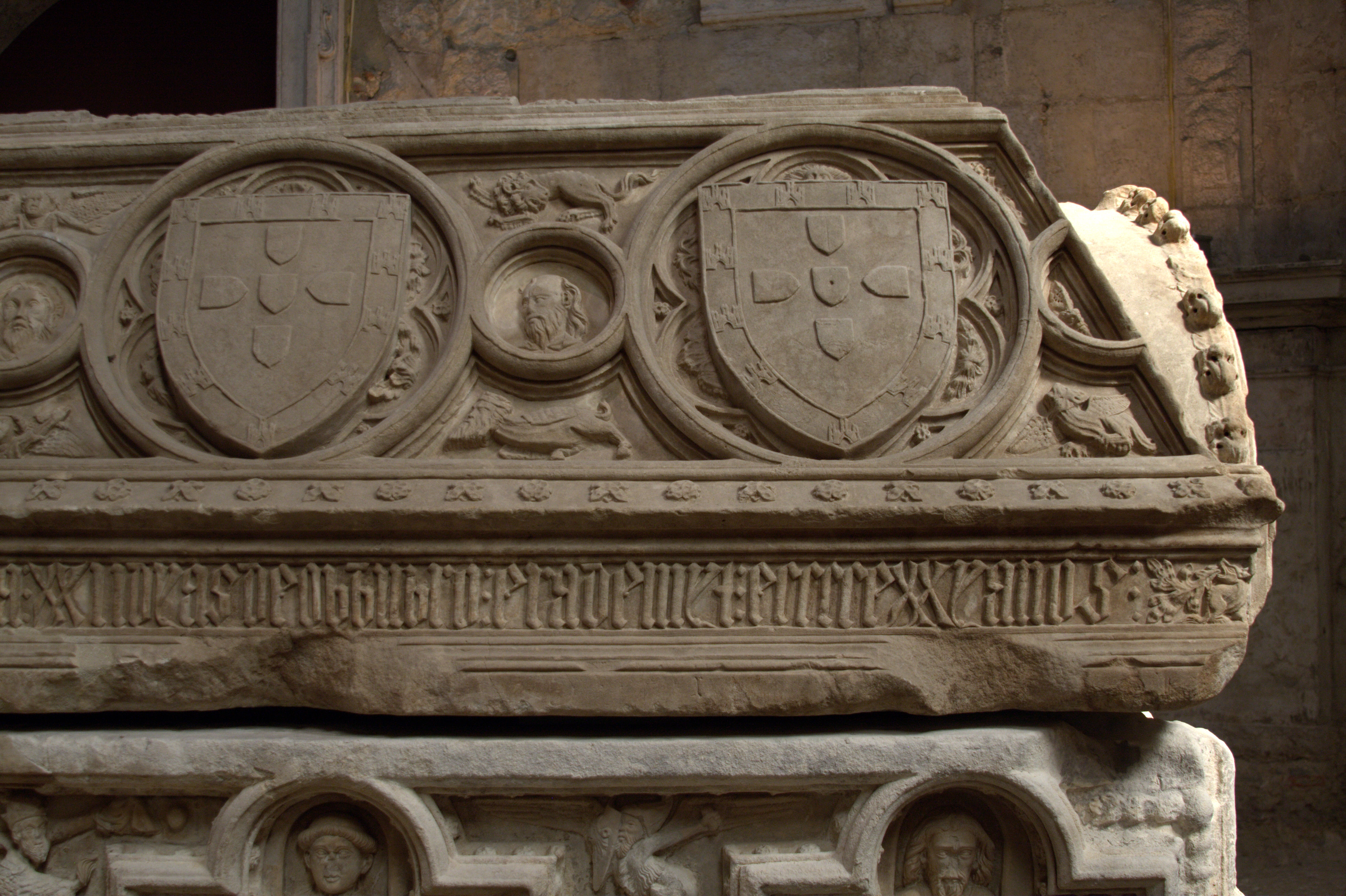
Sarkofag Ferdynanda I
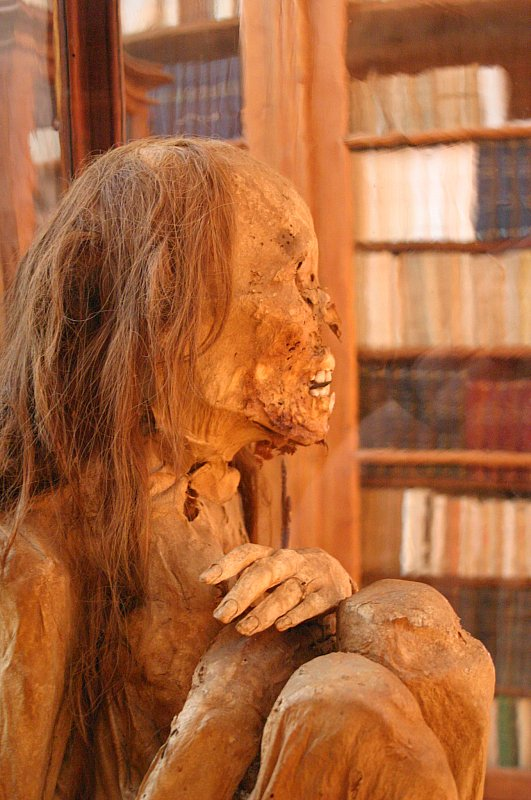
Peruwiańska mumia